# Damon uncinatus
Damon uncinatus är en spindeldjursart som beskrevs av Peter Weygoldt 1999. Damon uncinatus ingår i släktet Damon och familjen Phrynichidae. Inga underarter finns listade i Catalogue of Life.